# José de Armas
José de Armas (Flórida, 25 de março de 1981) é um ex-tenista profissional venezuelano.
José de Armas é bicampeão juvenil em duplas em Roland Garros. Ele foi medalhista de bronze em simples nos Jogos Pan-Americanos, em 2003.